# دور ميخا
دور ميخا (بالعبرية: דור מיכה‏) (2 مارس 1992 بجفعاتايم في إسرائيل - ) هو لاعب كرة قدم إسرائيلي في مركز الوسط. شارك مع منتخب إسرائيل تحت 18 سنة لكرة القدم ‏ ومنتخب إسرائيل تحت 19 سنة لكرة القدم ومنتخب إسرائيل تحت 21 سنة لكرة القدم. أما مع النوادي، فقد لعب مع نادي مكابي تل أبيب.

## وصلات خارجية
- دور ميخا على موقع الاتحاد الأوربي (الإنجليزية)
- دور ميخا على موقع الاتحاد الأوربي (الإنجليزية)
- دور ميخا على موقع قاعدة بيانات كرة القدم.إي يو (الإنجليزية)
- دور ميخا على موقع ناشيونال فوتبول تيمز (الإنجليزية)
- دور ميخا على موقع Soccerway.com (الإنجليزية)
- دور ميخا على موقع AS.com (الإسبانية)